# دم ماری (سرده)
دم ماری (نام علمی: Parapholis) نام یک سرده از تیره گندمیان است.